# Teratosphaeria juvenalis
Teratosphaeria juvenalis är en svampart som beskrevs av Crous & M.J. Wingf. 2009. Teratosphaeria juvenalis ingår i släktet Teratosphaeria och familjen Teratosphaeriaceae.   Inga underarter finns listade i Catalogue of Life.